# Kochius
Genre
Kochius est un genre de scorpions de la famille des Vaejovidae.

## Distribution
Les espèces de ce genre se rencontrent au Mexique en Basse-Californie du Sud, en Basse-Californie et au Sonora et aux États-Unis en Arizona, en Californie, au Nevada et en Utah,.

## Liste des espèces
Selon The Scorpion Files (23/08/2020) :
- Kochius barbatus (Williams, 1971)
- Kochius bruneus (Williams, 1970)
- Kochius cerralvensis (Williams, 1971)
- Kochius colluvius Ayrey, Jones & Myers, 2019
- Kochius hirsuticauda (Banks, 1910)
- Kochius insularis (Williams, 1970)
- Kochius magdalensis (Williams, 1971)
- Kochius punctipalpi (Wood, 1863)
- Kochius sonorae (Williams, 1971)
- Kochius villosus (Williams, 1971)

## Étymologie
Ce genre est nommé en l'honneur de Carl Ludwig Koch.

## Publication originale
- Soleglad & Fet, 2008 : « Contributions to scorpion systematics: III. Subfamilies Smeringurinae and Syntropinae (Scorpiones: Vaejovidae). » Euscorpius, no 71, p. 1-115 (texte intégral).